# Шевченківка (Самарівський район)
Шевче́нківка — село в Україні, в Магдалинівській селищній громаді Самарівського району Дніпропетровської області. Населення за переписом 2001 року становить 398 осіб.

## Географія
Шевченківка розташована на правому березі річки Чаплинки у степовій зоні Придніпровської низовини на півночі Дніпропетровської області за 35 кілометрів від обласного центру. Вище за течією примикає село Євдокіївка, нижче за течією примикає село Любомирівка, на протилежному березі - село Тарасо-Шевченківка. Поруч проходить автомобільна дорога Т 0414.

## Історія
Село було засноване наприкінці 18 століття запорізькими козаками. Згодом тут поселились переселенці з Полтавської губернії. Тоді село мало назву Чаплинка і займало територію по обох берегах річки. З 1926 року мало назву Тарасо-Шевченківка, з 1956 — Шевченківка.
В часи радянської влади тут була розміщена центральна садиба колгоспу «Батьківщина». 
1996 року лівобережна частина села була виділена в окремий населений пункт Тарасо-Шевченківка.
До 2019 року адміністративний центр Шевченківської сільської ради.

## Сьогодення
У селі є школа, ФАП, будинок культури, бібліотека. Через Шевченківку проходить автошлях Т 0414.

## Населення

### Мова
Розподіл населення за рідною мовою за даними перепису 2001 року:
| Мова            | Кількість | Відсоток |
| --------------- | --------- | -------- |
| українська      | 358       | 89.95%   |
| російська       | 24        | 6.03%    |
| вірменська      | 14        | 3.52%    |
| інші/не вказали | 2         | 0.50%    |
| Усього          | 398       | 100%     |